# Harutaeographa bicolorata
Harutaeographa bicolorata är en fjärilsart som beskrevs av Márton Hreblay och Ronkay 1998. Harutaeographa bicolorata ingår i släktet Harutaeographa och familjen nattflyn. Inga underarter finns listade i Catalogue of Life.